# La Dernière Prétendante
La Dernière Prétendante (Killer Reality) est un téléfilm américain réalisé par Jeff Fisher et diffusé en 2014.

## Synopsis
Hayley se voit proposer un emploi de directrice de production sur une émission de téléréalité pour remplacer une collègue partie brusquement. Le premier jour, elle tombe sous le charme de Ross, rencontré au bar de l'hôtel, mais elle s'aperçoit le lendemain que Ross est l'acteur principal de l'émission dont elle est censée s'occuper. Alors que Hayley se débat avec ses sentiments, plusieurs sabotages ont lieu sur le tournage...

## Fiche technique
- Titre original : Killer Reality
- Réalisation : Jeff Fisher
- Scénario : Ken Brisbois
- Photographie : Andrea V. Rossotto
- Musique : Cody Westheimer
- Pays d'origine :  États-Unis
- Langue originale : anglais
- Durée : 88 minutes
- Date de diffusion :
  -  France : 26 mai 2014 sur TF1

## Distribution
- Annie Ilonzeh (VF : Sophie Riffont) : Hayley Vance
- Parker Young (VF : Yann Peira) : Ross Freeman
- Lola Glaudini (VF : Julie Dumas) : Barbara Gordon
- Brandon W. Jones : Matt
- Aubrey O'Day : Tina
- Michele Nordin (VF : Marie Tirmont) : Samantha
- Bernard Curry (VF : Mathieu Buscatto) : Jack Silverman
- Ricardo Molina (VF : Eric Marchal) : l'inspecteur Alvarez
- Rebekah Graf (VF : Leslie Lipkins) : Lauren
- Ogy Durham : Monica
- Ina-Alice Kopp : Brenda
- Aketza López Totorika : Javier
- Maitland McConnell (VF : Delphine Allemane) : Karla
- Ben Gavin (VF : Eilias Changuel) : Stuart Brody
- Mateo Restrepo : Barman
- Cyia Batten : Delores Robinson
- Brian Nolan : Mari
- Anne Montavon : Femme
- Sara Pavlak : Sasha
- Jordan Ait : l'assistant de production
- Scott Thomas Reynolds : Eddie
- Dylan Hobbs : Cameraman
- Mazzy Henderson : Hope
- Danny Pardo : Voix